# Miagrammopes gulliveri
Miagrammopes gulliveri is een spinnensoort in de taxonomische indeling van de wielwebkaardespinnen (Uloboridae).
Het dier behoort tot het geslacht Miagrammopes. De wetenschappelijke naam van de soort werd voor het eerst geldig gepubliceerd in 1876 door Arthur Gardiner Butler.